# Zeitgeist (Band)
ZeitGeist war eine deutsche Band, die von 1980 bis 1983 existierte und der NDW zugerechnet wird, jedoch eher eine experimentelle Rockband mit Jazz-Elementen und deutschen Texten war.

## Bandgeschichte
Die Gruppe entstand Ende der 1970er Jahre aus der Vorgänger-Formation Firma 33, die deutsche Texte mit musikalischen Formen des Jazzrock kombinierte. 7/8- oder 13/8-Takte und krumme Metren waren vorherrschend, dazu gab es intelligent konstruierte Songs mit Texten, die Alltagssituationen sowie das Zeitgeschehen politisch kommentierten.
Die Mitglieder von Firma 33 waren: Rüdiger Selle (vox, dr), Matthias Witting (keys, vox), Matthias Hanselmann (git, vox), Richard Wester (sax, vox), Jürgen Heck (sax), Joachim Wanzlick (bg).
1978 gab es einen gemeinsamen Auftritt mit der Nina Hagen Band. Mit dem Krebs-Tod des Schlagzeugers Rüdiger Selle endete das Projekt Firma 33. Gitarrist Hanselmann und Keyboarder Witting suchten nach neuen Musikern und fanden in Marianne Langfeldt eine Sängerin, die stimmlich Nina Hagen ähnelte, in George Kranz einen experimentierfreudigen Schlagzeuger und mit Axel Kottmann vom GRIPS-Theater einen Bassisten; sie spielten auch für und mit Ulla Meinecke.
Die Debüt-LP "Zeitgeist" erschien im Mai 1981 beim Label Biber Records und wurde bei insgesamt drei Deutschland-Tourneen auch live vorgestellt, u. a. auf der Friedensdemonstration im Bonner Hofgarten 1981 (größte deutsche Nachkriegsdemonstration). 1982 folgten das zweite Album "ZeitGeist" sowie eine Tournee durch Deutschland und die Schweiz. Das dritte Album "Gib mir Zeit!" von 1983 ist durch den starken Einsatz von Blasinstrumenten geprägt. Die Gruppe unterschied sich durch ihre ambitionierten Kompositionen erheblich von den NDW-Retortengruppen; ein kommerzieller Durchbruch blieb der Band versagt.
Einige der Berliner Konzerte von 1981 - 83 werden bei RockinBerlin mit verlinkten Hintergrundinfos vorgestellt.
Kranz veröffentlichte bereits während der Zeit mit Zeitgeist Solo-Aufnahmen, Hanselmann machte im Anschluss eine Solo-Single und ging zum SFB als Radioredakteur – bis heute. Kottmann wirkte weiter beim GRIPS-Theater-Band mit, zu der auch Kranz schon 1981 gestoßen war und wo Witting erst 1986 aufgenommen wurde. Marianne Langfeldt wirkte 1982 bei Studioaufnahmen von BAP mit und gründete in den 1980ern ihre eigene Band "Move the Blue".

## Besetzung
- Matthias Hanselmann (* in Coburg): Gitarre, Gesang
- Axel Kottmann: Bass
- George Kranz (* 15. Dezember 1956): Schlagzeug
- Marianne Langfeldt: Gesang (verstorben 2020)
- Matthias Witting (* 29. Juli 1952 in Berlin): Keyboard

## Diskografie

### Singles
- Frankensteins Kinder, 1981
- Es lebe die Lebendigkeit, 1982
- Leidenschaft, 1982
- Nicht nur für eine Nacht, 1983
- Der Kapitän, 1983

### Alben
- ZeitGeist, 1981
- ZeitGeist (Fledermaus-Cover), 1982
- Gib mir Zeit!, 1983